# Катков Віктор Георгійович
Віктор Георгійович Катков (нар. 3 червня 1952) — радянський футболіст та казахський футбольний тренер.

## Кар'єра гравця
З 12 років у Джамбулской ДЮСШ грав на різних позиціях, переважно нападником. З десятого класу почав виступати на позиції півзахисника. Перші тренери — Джапар Сулейменович Саургаліев, Микола Григорович Лейкін, Євген Петрович Ротт. У складі команди ДЮСШ переможець зонального й призер фінального турніру серед юнацьких команд Казахської РСР, увійшов до списку 11 найкращих футболістів республіки своєї вікової категорії.
У 1970-1972 роках грав за «Енергетик»/«Алатау» (Джамбул). У 1972-1974 роках у вищій лізі в складі «Кайрата» зіграв 41 матч, у 1975 році в першій лізі в 22 матчах відзначився трьома голами. Надалі грав за команди «Цілинник» Цілиноград (1976, 1978, друга ліга), «Таврія» Сімферополь (1977, перша ліга), куди прийшов разом з вихованцями кримського футболу Василем Мартиненком, Сергій Беглєцовим, Петром Карловим, далі грав за «Хімік» Джамбул (1979-1980, друга ліга).

## Кар'єра тренера
По завершенні кар'єри гравця розпочав тренерську діяльність. У 1981 році — завуч СДЮШОР «Кайрат». У 1982-1984 роках - начальник команди «Хімік» Джамбул, з травня 1984 по 1985 рік — старший тренер. У 1986 році — тренер-викладач з футболу СДЮШОР «Кайрат». 1987-1992 роки — тренер збірної команди СРСР МЦОП, провідний спеціаліст по командам майстрів Футбольної асоціації Казахстану. 1988-1989 — головний тренер збірної Казахської РСР.
1992 рік — головний тренер клубу «Арман» Кентау, 1993 рік — головний тренер «Ажара» Кокшетау. У 1994-1998 роках працював технічним директором, начальником та головним тренером «Кайрата». 1998-2008 роки — головний тренер штатної команди ЦСКА Моркам. 2008-2009 роки — директор департаменту дитячо-юнацького футболу ФФК. 2009 рік — директор департаменту збірних команд Казахстану. 2009-2014 - віце-президент ФФК.
З 2013 року — Голова комітету регіонального розвитку. З червня 2014 року — директор представництва ФФК в Алматі.
Пішов у відставку у званні майора.
Автор декількох методичних посібників з футболу — «Підготовчий період» (у співавторстві з П. Черепановим), «Програмування підготовки футбольних команд» (у співавторстві з П. Черепановим, П. та А. Убикіним).
Працював членом Виконавчого комітету ФФК, членом технічного комітету ФСК, інспектором матчів команд чемпіонату Казахстану.

## Відзнаки
- Майстер спорту СРСР з футболу
- Заслужений тренер Республіки Казахстан (2001)
- Почесний знак «За заслуги в розвитку фізичної культури і спорту Республіки Казахстан»
- Почесний знак НОК РК
- Нагрудний знак «Құрметті спорт қызметкері»